# Генрих II (Шварцбург-Бланкенбург)
Генрих II (нем. Heinrich II. Graf von Schwarzburg; ок. 1180 — 20 февраля 1236) — граф Шварцбург-Бланкенбурга с 1197 года.
Старший сын Гюнтера II фон Кефернбург и его первой жены Агнессы фон Саарбрюккен.
В некоторых исследованиях датой рождения Генриха II указывается период 1150/1155, на основании того, что якобы он упоминается в документе 1168 года. Но это ошибка, и тогда не стыкуются даты рождения детей: получается, что они родились, когда отцу уже было около 60 лет.
После смерти Гюнтера II (1197) Генрих II и его брат Гюнтер III поделили наследство: Генрих получил Бланкенбург, Шварцу, Лёйтенберг, Кёниц, Пёсснек и Ранис, Гюнтер — Кефернбург, Ильменау и Арнштадт.
Во внутригерманских политических делах Генрих II был сторонником Штауфенов (кроме периода 1208—1214).
Чеканил монету (брактеаты) в Бланкенбурге.

## Семья
Жена — Ирмгарда, дочь графа Зигфрида III фон Веймар-Орламюнде. Дети:
- Генрих III (ок. 1220 — 11 июня 1258/24 октября 1259), граф Шварцбурга (Шварцбург)
- Гюнтер IV (ум. после 1279), граф Шварцбурга (Бланкенбург)
- Альбрехт (ум. после 1278), канонник в Магдебурге
- София, монахиня в Паулиненцеле
- Рикца, монахиня в Паулиненцеле
- Мехтильда, монахиня в Паулиненцеле
- Эрменгарда (ум. 22 марта 1274), муж — Фольквин IV, граф фон Шваленберг.